# إيان هارت (ممثل)
ايان هارت (بالإنجليزية: Ian Hart)‏ (و. 1964 – م) هو ممثل من المملكة المتحدة. ولد في ليفربول.

## جوائز
حصل على جوائز منها:
- جوائز إم تي في للأفلام.

## وصلات خارجية
- إيان هارت على موقع IMDb (الإنجليزية)
- إيان هارت على موقع روتن توميتوز (الإنجليزية)
- إيان هارت على موقع ألو سيني (الفرنسية)
- إيان هارت على موقع ميوزك برينز (الإنجليزية)
- إيان هارت على موقع أول موفي (الإنجليزية)
- إيان هارت على موقع قاعدة بيانات الأفلام السويدية (السويدية)
- إيان هارت على موقع إن إن دي بي (الإنجليزية)
- إيان هارت على موقع قاعدة بيانات الفيلم (الإنجليزية)
- إيان هارت على موقع كينوبويسك (الروسية)